# Manolo Caracol
Manolo Caracol, il cui vero nome era Manuel Ortega Juárez (Siviglia, 9 giugno 1909 – Aravaca, 24 febbraio 1973), è stato un cantante e attore spagnolo, esempio tipico d'erede di una famiglia d'arte (trisnipote de "El Planeta", bisnipote di Curro "el Dulce", e cugino di Enrique" el Mellizo"), incarnò nell'immaginario collettivo la voce del flamenco.

## Biografia
Manolo Caracol nasce a Siviglia, nell'Alameda de Hércules, il 9 giugno 1909. Dotato di una voce straordinaria, giovanissimo, nel 1922 vinse il primo premio nel "Concurso de Cante Jondo de Granada", al comitato organizzatore del quale partecipava anche Federico García Lorca.. Ricavava di che vivere in principio con la partecipazione alle feste private organizzate dalla ricca aristocrazia e dai signori andalusi. Con la Guerra civile spagnola la situazione cambiò completamente, e non essendo più possibile un tale tipo di attività, decise di tentare la carriera teatrale. Fu una scelta felice e presto, guadagnata la popolarità, cominciava negli anni quaranta la sua carriera di cantante e attore cinematografico. In questo periodo sui set dei film, nonostante fosse sposato a Siviglia con Luisa Gómez Junquera (dalla quale ebbe quattro figli: Luisa, Enrique, Lola e Manuela), iniziò una relazione sentimentale e artistica con Lola Flores. Vari problemi – dalla differenza d'età alla gelosia di lui, alle relazioni di Lola Flores con importanti personaggi della Spagna di quegli anni – portarono la coppia alla rottura definitiva nei primissimi anni cinquanta. Il fallimento della loro unione artistica – la coppia era infatti molto richiesta sui palcoscenici e nei cinematografi dell'epoca – lo portò a trovare una nuova compagna per le sue esibizioni. Questa fu inizialmente Pilar López, con la quale affrontò una tournée negli Stati Uniti, e poi sua figlia Luisa che lo accompagnò sui palcoscenici fino al 1957. Nel 1958 pubblicò la sua prima raccolta di pezzi: Una historia del Cante. Le sue incisioni di canto flamenco su disco avevano un costo proibitivo: ben 710 pesetas negli anni cinquanta.

## L'apertura del Tablao a Madrid e gli ultimi anni
Il 1º marzo 1963, dopo un'umiliante captatio benevolentiae nei confronti del Generalissimo Francisco Franco e del regime franchista – implorò in ginocchio, lodando il regime e il capo di stato, che gli fosse concessa l'apertura di un Tablao (locale con spettacoli di flamenco) – riuscì ad inaugurare insieme con i suoi figli il suo agognato locale: il Tablao Los Canasteros. Manolo Caracol dedicò gli ultimi anni della sua vita alla cura di questo luogo simbolo dell'arte flamenca, al quale sono legati nomi importantissimi di cantanti e ballerini.
Morì nel 1973 in un incidente automobilistico sulla strada statale di Aravaca, nei pressi di Madrid, a 63 anni.

## Pezzi Celebri
Fra i suoi brani più celebri si ricordino:
- Carcelero
- Saeta a la Esperanza Macarena
- La Salvadora
- Morita, Mora (Zambra)
- Rosa venenosa
- Muerto de amor
- De la torre de la Vela
- Romance de Juan Osuna

## Filmografia
Fra i film da lui interpretati si ricordino:
- Un caballero famoso (1942)
- Embrujo (1947)
- Jack el Negro (1950)
- La niña de la venta (1951)

## Riconoscimenti
Durante la sua carriera ricevette diversi riconoscimenti e fra questi:  un omaggio nella "IX Fiesta de la Vendimia de Jerez de la Frontera" (1966), nel 'Popular' del "diario Pueblo" (1970), nel "Potaje Gitano" di Utrera (1971 e 1973), nella "VII Fiesta de la Bulería" (1973). Ricevette poi la Medaglia d'Oro della "III Semana de Estudios Flamencos de Málaga" (1965) e 
fu insignito dell'Ordine di Isabella la Cattolica (1969).
Manolo Caracol è stato omaggiato dal gruppo musicale granadino Los Planetas all'inizio del loro pezzo Romance de Juan Osuna (rivisitazione dell'originale di Caracol).

## Nella cultura popolare
La famiglia dell'artista ha violentemente protestato contro il modo in cui è stato rappresentato nel film Lola sulla vita di Lola Flores.